# Hermandad de la Borriquita (Madrid)
La Hermandad de la Borriquita de Madrid  es una Hermandad penitencial católica de la Semana Santa de Madrid (España). Tiene su sede en la Iglesia de San Ildefonso, ubicada en la plaza de San Ildefonso s/n y data del año 2011. Realiza su estación de penitencia el Domingo de Ramos, y su nombre completo es Muy Ilustre Hermandad Sacramental y Penitencial Cofradía de Nazarenos de Nuestro Padre Jesús del Amor en su Entrada Triunfal en Jerusalén, María Santísima de la Anunciación y Nuestra Señora del Rosario, Patriarca Glorioso y Bendito Señor San José.

## Titulares
La Hermandad cuenta con dos imágenes titulares:
Nuestro Padre Jesús del Amor en su entrada triunfal en Jerusalén.
La talla data del año 2013. Fue realizada por Ramón Martín Rodríguez, escultor sevillano de El Viso del Alcor.
La Imagen fue bendecida el 16 de noviembre de 2013 en el Monasterio de la Inmaculada y San Pascual (Clarisas). Posteriormente fue trasladada en Procesión Extraordinaria a la Iglesia de San José. Actualmente se encuentra en la Iglesia de San Ildefonso.

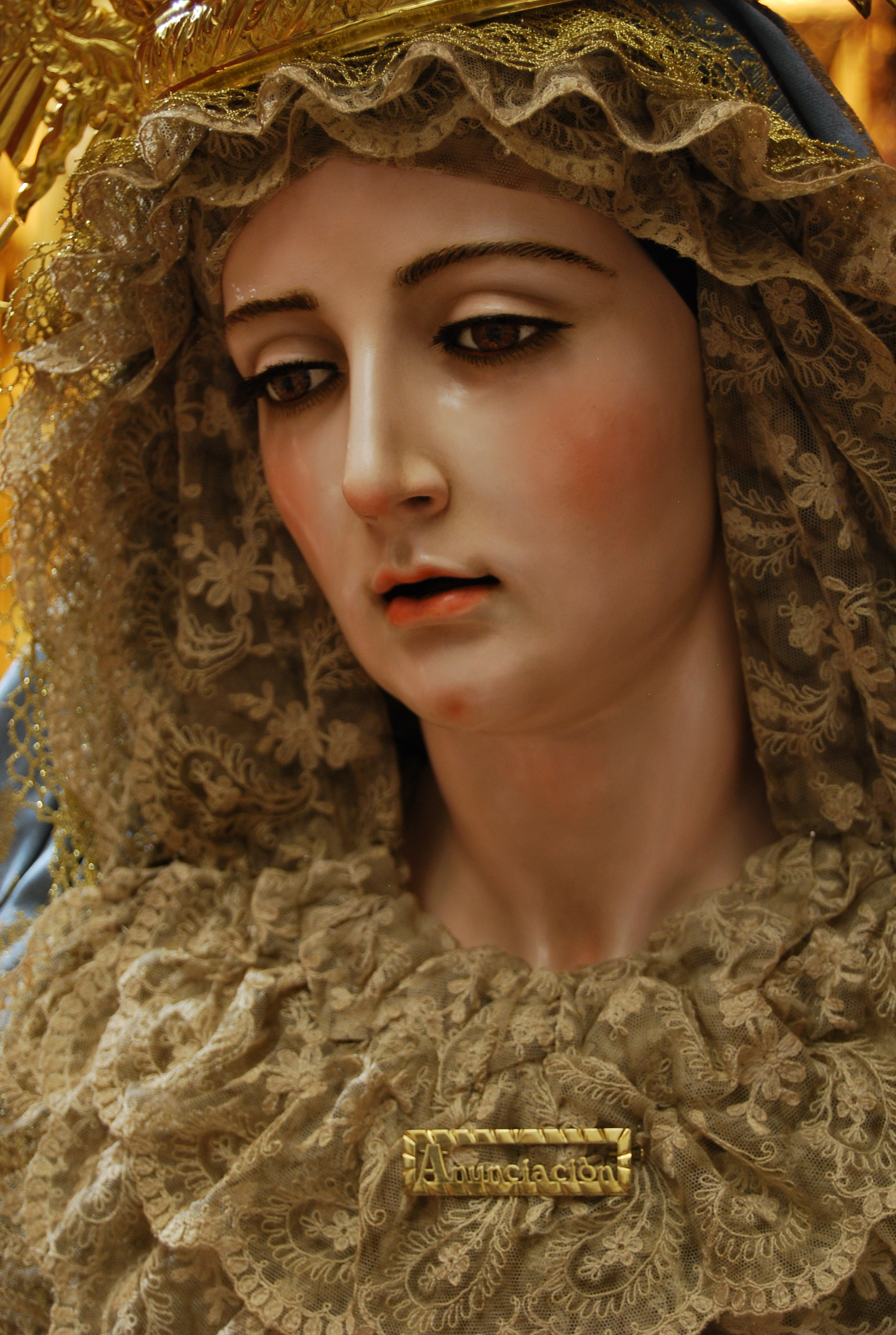
María Santísima de la Anunciación (Borriquita de Madrid)

María Santísima de la Anunciación. el escultor hispalense Antonio Jesús Dubé Herdugo, la Imagen fue presentada en Sevilla los días 12 y 13 de septiembre del 2015 en el Monasterio del Espíritu Santo. El día 20 de septiembre fue presentada en Madrid en el Monasterio de la Inmaculada y San Pascual (Clarisas). Fue bendecida por Monseñor Carlos Amigo Vallejo, Arzobispo Emérito de Sevilla, el 31 de octubre de 2015 en la Iglesia Parroquial del Carmen y San Luis.
Imágenes secundarias:

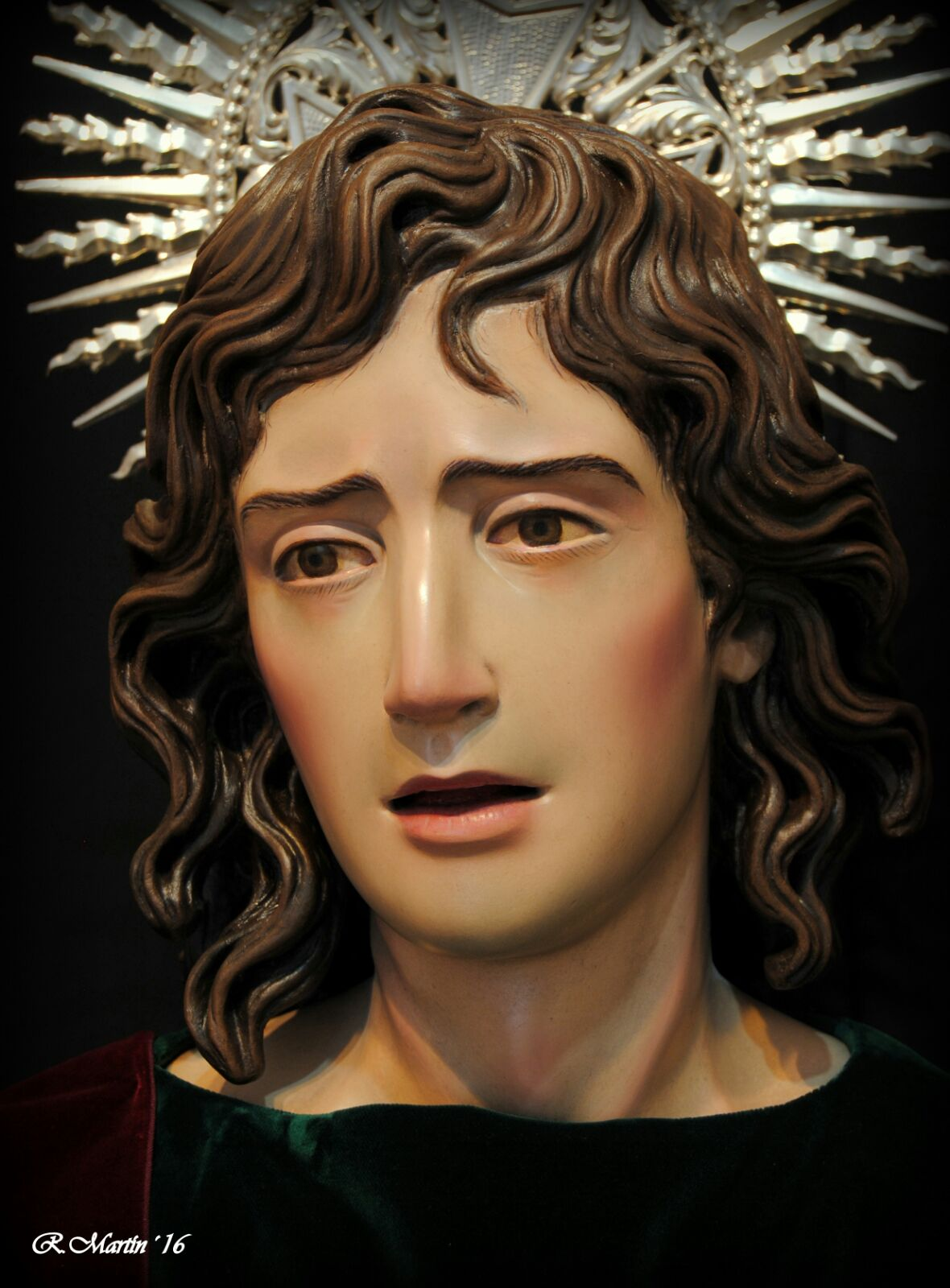
San Juan Evangelista (Borriquita de Madrid)

San Juan Evangelista. Realizada también por Ramón Martín, fue bendecida el 11 de marzo de 2016 en la Iglesia de San Ildefonso.

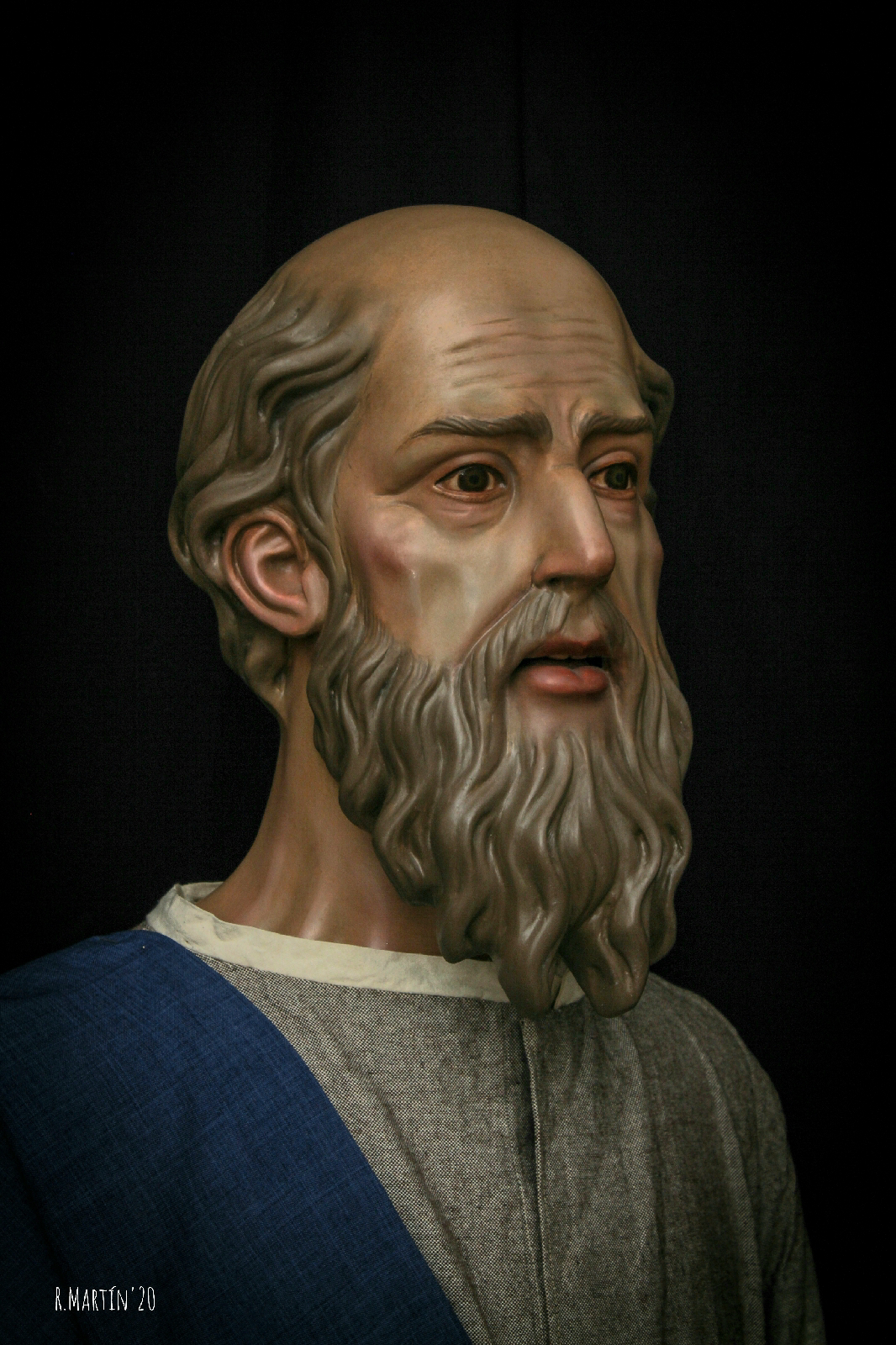
Apóstol San Pedro (Borriquita de Madrid)

Apóstol San Pedro. También realizada por Ramón Martín, fue bendecida el 21 de noviembre de 2021 en la Iglesia de San Ildefonso.
Niño hebreo y mujer hebrea. Realizadas también por Ramón Martín, se incorporaron al paso de misterio en el año 2019.
La Borriquita tiene el nombre de Pascuala.

## Historia
El 5 de julio de 2011 se presentaron las reglas por las que se rige esta Hermandad, para la aprobación por parte del Arzobispado de Madrid, lo que le permitió ostentar el título de Hermandad. Tuvo su primera sede en la Iglesia de San José, hasta el año 2015. En la Semana Santa de 2014 realizó su primera Estación de Penitencia. El 28 de noviembre de 2014 el Arzobispo de Madrid, Monseñor Carlos Osoro, aprobó las reglas, pasando de ser Prohermandad a ser Hermandad Penitencial.
Los días 23 y 24 de septiembre de 2017 organiza el I Congreso Nacional de Hermandades Sagrada Entrada Triunfal, con participación de cofradías de toda España y la intervención de personalidades como Monseñor Carlos Osoro y Monseñor Carlos Amigo.

## Recorrido
Esta Hermandad es la primera en realizar su estación de penitencia en la Semana Santa de Madrid. Sale la tarde del Domingo de Ramos, desde la Catedral de Santa María la Real de la Almudena, en la calle Bailén n.º 10, con el siguiente recorrido: Salida a las 15:30 hs. de la Catedral de Santa María La Real de la Almudena, calle Bailén, calle Mayor, calle Ciudad Rodrigo, Plaza Mayor, calle de la Sal, calle Postas, calle Esparteros, calle Mayor, Puerta del Sol (17:15 hs.), calle del Carmen, calle Tetuán, calle Preciados (penitencia y encuentro con Los Gitanos [Preciados con Galdó]), calle Rompelanzas, calle Mesonero Romanos, calle Abada, Gran Vía, calle Concepción Arenal, Travesía del Horno de la Mata, calle Mesonero Romanos, calle Desengaño, calle Barco, calle Muñoz Torrero, calle Valverde, calle Colón, Plaza de San Ildefonso, Iglesia de San Ildefonso y Santos Niños Justo y Pastor.
Uno de los datos más importantes de esta procesión es su salida, pues es la única que lo hace desde la Catedral de la Almudena.
Procesionan las imágenes de Nuestro Padre Jesús del Amor, San Juan Evangelista y dos imágenes secundarias (mujer y niño hebreos).
Hasta el año 2018 venía siendo acompañada por la banda de cornetas y tambores de Jesús Rescatado de Villanueva de los Infantes, en el año 2019, les acompaña la Banda de Cornetas y Tambores Virgen Morena de la localidad toledana de Ocaña y en el año 2022, les acompañan la Banda de Cornetas y Tambores Virgen de los Llanos de la localidad de Albacete.

## Insignia
El emblema de la Hermandad lo constituye un escudo orleado en forma de pergamino, en el que se recoge en el centro la Cruz de Jerusalén franqueada por dos cartelas, una acogida por una palma, bajo el anagrama de J.H.S., y la otra acogida también en este caso por un olivo, bajo el anagrama Mariano. Todo bajo la Sagrada Custodia, circundada por un rosario, sostenida por dos ángeles.

## Paso por la carrera oficial
| Predecesor: - | Orden de entrada en la Carrera Oficial (Domingo de Ramos) 1.º lugar | Sucesor: Hermandad de los Estudiantes (Madrid) |